# Saison 2020-2021 du Stade aurillacois Cantal Auvergne
Cette page présente la saison 2020-2021 du Stade aurillacois en Pro D2.

## Entraineurs
- Romeo Gontineac
- Mathieu Lescure
- Maxime Petitjean
- David Banquet

## Effectif professionnel 2020-2021
| Nom                   | Poste     | Naissance         | Nationalité sportive | International | Dernier club               | Arrivée au club (année) |
| --------------------- | --------- | ----------------- | -------------------- | ------------- | -------------------------- | ----------------------- |
| Youssef Amrouni       | Pilier    | 29 août 1994      | France               |               | Provence rugby             | 2017                    |
| Quentin Guibert       | Pilier    | 24 avril 1996     | France               |               | Formé au club              | 2017                    |
| Alexandre Plantier    | Pilier    | 19 décembre 1991  | France               |               | Stade nantais              | 2020                    |
| Gabriel Polit         | Pilier    | 18 novembre 1999  | France               |               | Formé au club              | 2020                    |
| Lucas Seyrolle        | Pilier    | 4 septembre 1995  | France               |               | Formé au club              | 2016                    |
| Gheorghe Gajion       | Pilier    | 13 novembre 1992  | Moldavie             |               | Ospreys                    | 2020                    |
| Giorgi Kartvelishvili | Pilier    | 10 décembre 1991  | Géorgie              |               | Formé au club              | 2019                    |
| Jarod Lévèque         | Pilier    | 2 avril 1998      | France               |               | Formé au club              | 2018                    |
| Jemal Shatirishvili   | Pilier    | 22 décembre 1998  | France               |               | Stade rochelais            | 2019                    |
| Luka Nioradze         | Talonneur | 6 avril 1999      | France               |               | Formé au club              | 2019                    |
| Benoît Rieu           | Talonneur | 6 mai 1996        | France               |               | Formé au club              | 2016                    |
| Pierre Rude           | Talonneur | 21 janvier 1995   | France               |               | Formé au club              | 2017                    |
| Adrian Smith          | Talonneur | 27 avril 1987     | Nouvelle-Zélande     |               | North Harbour Rugby Union  | 2018                    |
| Adrien Corbex         | 2e ligne  | 14 mai 1994       | France               |               | Lyon OU                    | 2015                    |
| Jérôme Dufour         | 2e ligne  | 6 octobre 1992    | France               |               | SC Albi                    | 2019                    |
| Giorgi Javakhia       | 2e ligne  | 24 septembre 1996 | Géorgie              |               | Lyon OU                    | 2018                    |
| Jean-Baptiste Singer  | 2e ligne  | 19 décembre 1994  | France               |               | Biarritz olympique         | 2020                    |
| Martial Rolland       | 2e ligne  | 17 août 1998      | France               |               | Lyon OU                    | 2020                    |
| Reece Hewat           | 3e ligne  | 25 septembre 1997 | Australie            |               | Brisbane City              | 2018                    |
| OneHunga Havili       | 3e ligne  | 16 février 1996   | Tonga                |               | Sunwolves                  | 2020                    |
| Latuka Maituku        | 3e ligne  | 15 mars 1988      | France               |               | Formé au club              | 2009                    |
| Steve Moukete         | 3e ligne  | 27 novembre 1998  | France               |               | Formé au club              | 2018                    |
| Maxime Profit         | 3e ligne  | 9 février 1999    | France               |               | Lyon OU                    | 2020                    |
| Loïc Rouquette        | 3e ligne  | 14 août 1997      | France               |               | Formé au club              | 2017                    |
| Pierre Roussel        | 3e ligne  | 18 décembre 1988  | France               |               | Castres olympique          | 2012                    |
| Beka Saghinadze       | 3e ligne  | 29 octobre 1998   | Géorgie              |               | Lelo Saracens Tbilissi     | 2018                    |
| Didier Tison          | 3e ligne  | 14 octobre 1993   | France               |               | Oyonnax rugby              | 2020                    |
| Giorgi Tsutskiridze   | 3e ligne  | 26 novembre 1996  | Géorgie              |               | CA Brive                   | 2017                    |
| Paul Boisset          | Mêlée     | 13 juillet 1988   | France               |               | Formé au club              | 2007                    |
| Hugo Bouyssou         | Mêlée     | 4 juillet 1996    | France               |               | Formé au club              | 2015                    |
| Bernard Reggiardo     | Mêlée     | 14 janvier 1997   | Argentine            |               | Castres olympique          | 2018                    |
| Anderson Neisen       | Ouverture | 3 avril 1993      | France               |               | Valence Romans Drôme rugby | 2019                    |
| Marc Palmier          | Ouverture | 17 février 1999   | France               |               | ASM Clermont Auvergne      | 2019                    |
| Thomas Vincent        | Ouverture | 21 juillet 1999   | France               |               | SU Agen                    | 2020                    |
| Jean-Philippe Cassan  | Centre    | 20 février 1989   | France               |               | Formé au club              | 2008                    |
| Bastien Colliat       | Centre    | 20 avril 1994     | France               |               | Formé au club              | 2015                    |
| Thomas Dubourdeau     | Centre    | 30 décembre 1995  | France               |               | Formé au club              | 2016                    |
| Christa Powell        | Centre    | 21 janvier 1997   | Fidji                |               | Stade français Paris       | 2019                    |
| Rhema Sagote          | Centre    | 29 août 1989      | Samoa                |               | North Harbour Rugby Union  | 2018                    |
| Leroy Van Dam         | Centre    | 7 novembre 1993   | Nouvelle-Zélande     |               | Jersey Reds                | 2020                    |
| AJ Coertzen (en)      | Ailier    | 16 octobre 1990   | Afrique du Sud       |               | Wildeklawer Griquas        | 2018                    |
| Gauthier Minguillon   | Ailier    | 13 mars 1994      | France               |               | Avenir valencien           | 2019                    |
| Albert Valentin       | Ailier    | 29 septembre 1988 | France               |               | Formé au club              | 2008                    |
| Simeli Yabaki         | Ailier    | 20 février 1998   | Fidji                |               | Formé au club              | 2020                    |
| Jimmy Yobo            | Ailier    | 20 février 1992   | France               |               | Stade français Paris       | 2019                    |
| Giorgi Gogoladze      | Arrière   | 27 octobre 1997   | Géorgie              |               | Avenir castanéen rugby     | 2018                    |
| Jack McPhee           | Arrière   | 31 mars 1987      | Nouvelle-Zélande     |               | Northland                  | 2012                    |
| Thomas Salles         | Arrière   | 19 avril 1996     | France               |               | Formé au club              | 2016                    |

## Calendrier et résultats

### Pro D2
| - RC Vannes - Stade aurillacois : 30-22 - Stade aurillacois - FC Grenoble : 26-13 - Stade aurillacois - Colomiers rugby : 14-19 - US Montauban - Stade aurillacois : 11-20 - Stade aurillacois - USO Nevers : 23-17 - AS Béziers - Stade aurillacois : 19-3 - Oyonnax rugby - Stade aurillacois : 46-17 - Stade aurillacois- Biarritz olympique : 10-23 - Provence rugby - Stade aurillacois : 19-16 - Stade aurillacois - Stade montois : 32-11 - USA Perpignan - Stade aurillacois : 31-6 - Stade aurillacois - US Carcassonne : 23-6 - Soyaux Angoulême XV - Stade aurillacois : 22-13 - Stade aurillacois - Valence Romans DR : 18-12 - Rouen NR - Stade aurillacois : 20-14 | - Stade aurillacois - AS Béziers : 43-13 - Stade montois - Stade aurillacois : 12-9 - Stade aurillacois - Oyonnax rugby : 22-16 - Stade aurillacois - RC Vannes : 9-22 - FC Grenoble - Stade aurillacois : 24-5 - Stade aurillacois - US Montauban : 25-27 - US Carcassonne - Stade aurillacois : 15-14 - Stade aurillacois - Rouen NR : 12-6 - Valence Romans DR - Stade aurillacois : 37-12 - Stade aurillacois - USA Perpignan : 27-27 - USO Nevers - Stade aurillacois : 16-3 - Stade aurillacois - Soyaux Angoulême XV : 33-21 - Biarritz olympique - Stade aurillacois : 29-26 - Colomiers rugby - Stade aurillacois : 16-17 - Stade aurillacois - Provence rugby : 43-5 |

### Classement de la saison régulière
| Rang | Club                | J  | V  | N | D  | Bo | Bd | Pm  | Pe  | Diff | Pts |
| ---- | ------------------- | -- | -- | - | -- | -- | -- | --- | --- | ---- | --- |
| 1    | USA Perpignan       | 30 | 24 | 1 | 5  | 7  | 2  | 821 | 504 | +317 | 107 |
| 2    | RC Vannes           | 30 | 21 | 2 | 7  | 8  | 3  | 722 | 513 | +209 | 99  |
| 3    | Biarritz olympique  | 30 | 19 | 2 | 9  | 6  | 5  | 700 | 578 | +122 | 91  |
| 4    | Oyonnax Rugby       | 30 | 18 | 2 | 10 | 5  | 1  | 808 | 657 | +151 | 82  |
| 5    | FC Grenoble         | 30 | 16 | 1 | 13 | 4  | 5  | 666 | 594 | +72  | 75  |
| 6    | Colomiers Rugby     | 29 | 16 | 1 | 12 | 2  | 6  | 617 | 587 | +30  | 74  |
| 7    | USO Nevers          | 30 | 13 | 1 | 16 | 5  | 6  | 650 | 652 | -2   | 65  |
| 8    | US Carcassonne      | 30 | 14 | 1 | 15 | 3  | 4  | 653 | 665 | -12  | 65  |
| 9    | US Montauban        | 30 | 14 | 1 | 15 | 0  | 2  | 627 | 762 | -135 | 60  |
| 10   | Stade aurillacois   | 30 | 12 | 1 | 17 | 2  | 6  | 557 | 585 | -28  | 58  |
| 11   | Stade montois       | 29 | 11 | 3 | 15 | 2  | 4  | 550 | 662 | -112 | 56  |
| 12   | AS Béziers          | 30 | 10 | 1 | 19 | 3  | 11 | 620 | 671 | -51  | 56  |
| 13   | Provence Rugby      | 30 | 11 | 2 | 17 | 1  | 6  | 622 | 743 | -121 | 55  |
| 14   | Rouen NR            | 30 | 11 | 1 | 18 | 1  | 7  | 552 | 605 | -53  | 54  |
| 15   | Valence Romans DR   | 30 | 9  | 3 | 18 | 1  | 6  | 647 | 804 | -157 | 49  |
| 16   | Soyaux Angoulême XV | 30 | 8  | 1 | 21 | 1  | 7  | 522 | 752 | -230 | 42  |

|  | Qualication pour les demi-finales (no 1, no 2) .          |
|  | Qualification pour les barrages (no 3, no 4, no 5, no 6). |
|  | Relégation en Nationale (no 15 et no 16).                 |

Attribution des points : victoire sur tapis vert : 5, victoire : 4, match nul : 2, défaite : 0, forfait : -2 ; plus les bonus (offensif : 3 essais de plus que l'adversaire ; défensif : défaite par 5 points d'écart ou moins; les deux bonus peuvent se cumuler).
Règles de classement :
1. points terrain (bonus compris) ; 2. points terrain obtenus dans les matchs entre équipes concernées ; 3. différence de points sur l'ensemble des matchs ; 4. différence de points dans les matchs entre équipes concernées ; 5. différence entre essais marqués et concédés dans les matchs entre équipes concernées ; 6. nombre de points marqués sur l'ensemble des matchs ; 7. différence entre essais marqués et concédés ; 8. nombre de forfaits n'ayant pas entraîné de forfait général ; 9. place la saison précédente.

## Statistiques

### Championnat de France
Meilleurs réalisateurs
| Rang | Joueur | Poste | Points | Essais | Transf. | Pén. | Drops |
| ---- | ------ | ----- | ------ | ------ | ------- | ---- | ----- |
| 1    | -      | -     | -      | -      | -       | -    | -     |
| 2    | -      | -     | -      | -      | -       | -    | -     |
| 3    | -      | -     | -      | -      | -       | -    | -     |
| 4    | -      | -     | -      | -      | -       | -    | -     |
| 5    | -      | -     | -      | -      | -       | -    | -     |

Meilleurs marqueurs
| Rang | Joueur | Poste | Essais |
| ---- | ------ | ----- | ------ |
| 1    | -      | -     | -      |
| 2    | -      | -     | -      |
| 3    | -      | -     | -      |
| 4    | -      | -     | -      |
| 5    | -      | -     | -      |